# Antonio Bailetti
Antonio Bailetti, född 29 september 1937 i Bosco di Nanto, är en italiensk före detta tävlingscyklist.
Bailetti blev olympisk guldmedaljör i lagtempolopp vid sommarspelen 1960 i Rom.

## Meriter

### Amatör
1960
Olympiska spelen
Vinnare av lagtempo (med Livio Trapè, Ottavio Cogliati och Giacomo Fornoni)
10:a i linjelopp

### Professionell
1961
Vinnare av etapp 5 i Giro di Sardegna
Vinnare av etapp 6b i Roma–Napoli–Roma
1962
Vinnare av Genua–Nice
Vinnare av etapperna 2 och 6 i Giro di Sardegna
Vinnare av etapp 4 i Giro d'Italia
Vinnare av etapp 9 i Tour de France
10:a i Milano–Sanremo
1963
Vinnare av etapp 21 i Giro d'Italia
Vinnare av etapp 5 i Tour de France
1964
Vinnare av etapp 2 i Giro di Sardegna
2:a i Trofeo Laigueglia
2:a i Tre Valli Varesine
3:a i linjelopp vid Italienska mästerskapen
1966
Vinnare av Trofeo Laigueglia